# 嚴春繡
嚴春繡（1988年8月28日—），河內人，是越南足球運動員，司職中場，現時效力於平定 。